# False Ridge
False Ridge (englisch für Falscher Grat) ist ein Gebirgskamm an der Ostküste von Clarence Island im Archipel der Südlichen Shetlandinseln. Er endet im False Point.
Wissenschaftler der britischen Joint Services Expedition to the Elephant Island Group (JSEEIG, 1976–1977) benannten ihn nach einem Navigationsfehler, der ihnen bei der Fahrt vom Kap Bowles nach Norden unterlief.